# Metasphenisca rubida
Metasphenisca rubida är en tvåvingeart som beskrevs av Munro 1947. Metasphenisca rubida ingår i släktet Metasphenisca och familjen borrflugor. Inga underarter finns listade i Catalogue of Life.